# زوشا راكوفزكي
زوشا راكوفزكي (بالهنغارية: Zsuzsa Rakovszky) (ولدت في 4 ديسمبر 1950) هي شاعرة وروائية ومترجمة أدبية مجرية.

## الحياة والتعليم
وُلدت راكوفزكي في بودابست، ودرست اللغة الإنجليزية والتاريخ في جامعة إيتفوش لوراند، كما درست لاحقًا علم المكتبات.

## الحياة المهنية
بدأت راكوفزكي حياتها الأدبية في أواخر السبعينيات، وذاع صيتها مع نشر أول ديوان شعري لها بعنوان *نظرة* (Hungarian: Tükör) عام 1981. تميزت أعمالها الشعرية بجمالها اللغوي وتركيزها على الهوية، والأنوثة، والذاكرة.
أصدرت راكوفزكي عدة مجموعات شعرية بالإضافة إلى روايات نثرية، ونالت جوائز أدبية بارزة داخل المجر. كما عملت مترجمة للأدب من الإنجليزية إلى المجرية، وشاركت في ترجمة أعمال روائية ومسرحية وشعرية لكُتّاب عالميين.

## الجوائز والتكريم
حازت راكوفزكي على عدد من الجوائز الأدبية المهمة، من بينها:
- جائزة أتيلا يوزف (Attila József Prize)
- جائزة كوشوت (Kossuth Prize)، وهي أعلى وسام ثقافي في المجر

## أعمال مختارة
- Tükör (المرآة)، 1981 – ديوان شعري
- A kígyó árnyéka (ظل الأفعى) – رواية تاريخية
- VS – رواية، 2011